# Ioan Dumitru Denciu
 (mars 2014).
Si vous disposez d'ouvrages ou d'articles de référence ou si vous connaissez des sites web de qualité traitant du thème abordé ici, merci de compléter l'article en donnant les références utiles à sa vérifiabilité et en les liant à la section « Notes et références ».
Ioan Dumitru Denciu est un écrivain roumain né le 1er septembre 1948 à Ivăncești (județ de Vrancea, Roumanie). Il est l’auteur de plusieurs romans, de recueils de poèmes et d’essais, de traductions.   
Il a suivi des études de lettres en langue et littérature roumaines et italiennes à l’université de Bucarest, obtenant une Licence ès lettres en 1971. Il a fait ses débuts littéraires dans la revue Amfiteatru de Bucarest en 1968 avec des textes en prose et dans Universitas en poésie (1969). Après ses études, il a travaillé comme professeur de français et d’italien à Focșani (Vrancea), tout en poursuivant son activité littéraire.
Il est membre titulaire de l'Union des écrivains de Roumanie (section « Bucarest Prose »).

## Œuvre
Romans
- Luminile zeiței Bendis [Les Lumières de la déesse Bendis], éditions Cartea Românească, Bucarest, 1983 ;
- Identitățile lui Litovoi [Les Identités de Litovoï], Cartea Românească, Bucarest, 1985 ;
- Din adâncul irespirabilului [Du fond de l'irrespirable], Salonul Literar, Focșani, 1998;
- Creștinătate [Chrétienté], Editgraph, Buzău, 2013[2].

Poésie
- A îmblânzi destinul (Apprivoiser le destin), Corgal Press, Bacău, 2003 ;
- Chemători și atrape (Appels et Attrapes), Andrew, Focșani, 2008 ;
- Poèmes pour apprivoiser le destin / Poemi per domare il destino, volume bilingue français-italien, avec une image de couverture et 8 dessins de Massimo Uberti, Éditions Andrew, 2009[3].
- Poeme de îmblânzit destinul (Poèmes pour apprivoiser le destin), édition complète des poésies en roumain, Casa Cărţii de Ştiinţă, Cluj-Napoca, 2018[4].

Essais
- Rătăciri esențiale (Égarements essentiels), Corgal Press, Bacău, 2002 ;
- Rătăciri esențiale II. O apropiere de misterul « limbii române » (Une approche du mystère de la langue roumaine), Rafet, Râmnicu Sarat, 2006 ;
- Dansul originilor. Mic tratat de naivitate intelectuală (La Danse des origines. Petit traité de naïveté intellectuelle), Rătăciri esențiale III, Valman, Râmnicu Sărat, 2011.
- Rătăciri esenţiale (Égarements essentiels, édition complète et élargie), collection Opera omnia, Tipo Moldova, Iaşi, 2017[5].

Nouvelles
- Firele ascunse (Les Fils cachés), Editgraph, Buzau, 2016[6].

Publications dans des revues et anthologies
Il est également l’auteur de poésie, prose, essais, traductions, chroniques littéraires, extraits de journal, parus dans les revues România literara, Luceafarul, Vatra, Nistru (République de Moldavie), Dorul (Danemark), Revista V, Oglinda literara, Lector, ProSaeculum, Spatii culturale, Nuove lettere (Italie), Caligraf, Revista de lingvistică și cultură românească et d'autres.
Ses écrits sont inclus dans diverses anthologies, parmi lesquelles 900 e oltre. Inediti italiani di prosa contemporanea (Éditions de l’Institut Italien de Culture de Naples, 2005) et Pagini literare.ro / Literary pages.ro / Pages littéraires.ro, II (Forum Européen des Revues littéraires, Balcic – Bulgarie, 2008).

## Prix et distinctions
Il a reçu plusieurs prix et distinctions, dont le Prix pour prose de la revue Luceafarul (1984), la Médaille jubilaire « 150e anniversaire de la naissance du poète national Eminescu » (2000), en Roumanie ; le Prix international de Poésie et Littérature Nuove Lettere, XIIe édition (2003), en Italie (Naples).

## Collaborations à l’étranger
Il a participé, avec Massimo Uberti et Roberto Di Filippo, à la réalisation de l’œuvre multimédia Avvolgente casa. Flussi d’onde nello spazio (Envoûtante maison. Flux d’ondes dans l’espace), exposée à l’occasion de la Nuit internationale d’Art en 2009 à Brescia (Italie). Il s’agit d’une installation conçue par M. Uberti, utilisant un texte de I. D. Denciu en italien-français-roumain (traduit en latin par Marco Basile et Elisabeta Ronchi) et une partition musicale électronique de R. Di Filippo.